# مسجد استقلال

نمایی از مسجد استقلال در جاکارتا، اندونزی - ۲۰۲۰

مسجد استقلال در جاکارتا، در اندونزی، بزرگترین مسجد جنوب شرق آسیا است.

## پیشینه
دولت اندونزی در ۱۹۷۵ برای ساخت مسجد ملی اقدام کرد و مسجد استقلال را بنا کرد. این مسجد گنجایش ۱۲۰٬۰۰۰ نفر را در یک زمان دارد.

## معماری
بر روی شبستان اصلی مسجد یک گنبد با قطر ۴۵ متر قرار گرفته‌است که این گنبد توسط ۱۲ ستون نگه‌داشته شده‌است.